# قبعة ذهبية

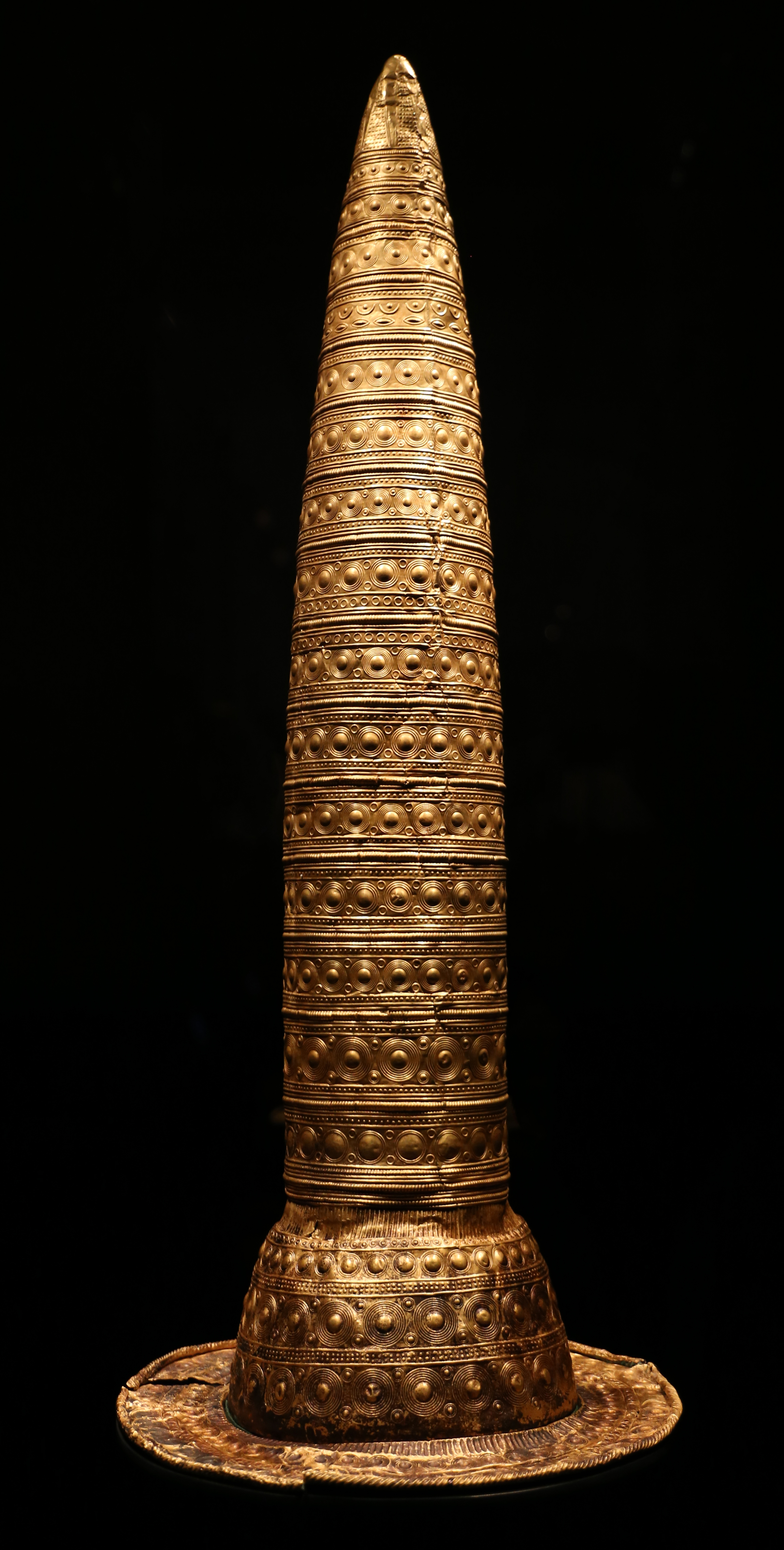
قبعة برلين الذهبية

القبّعات الذهبية أو قبّعات الذهب هي أنواع خاصة جداً من القطع الأثرية التي عثر عليها في أوروبا، وبشكل خاص في ألمانيا، والتي تعود إلى العصر البرونزي. عثر لحد الآن على أربعٍ منها، وهي على شكل مخروط مصنوع من صفائح الذهب.
القبعات الذهبية الأربع المعروفة هي:
- قبعة شيفرشتات الذهبية؛ وعثر عليها سنة 1835 في مدينة شيفرشتات بالقرب من شباير جنوب غربي ألمانيا. يعود تاريخها إلى حوالي 1400 - 1300 سنة قبل الميلاد.
- مخروط أفانتون الذهبي؛ وهو غير مكتمل، عثر عليه سنة 1844 في قرية أفانتون Avanton بالقرب من بواتييه وسط فرنسا. يعود تاريخه إلى حوالي 1000 - 900 سنة قبل الميلاد.
- مخروط إيتسلسدورف-بوخ، عثر عليه سنة 1953 في قرية إيتسلسدورف Ezelsdorf بالقرب من نورنبرغ. وهو أطول القبعات الذهبية المعروفة، إذ يصل ارتفاعه إلى 90 سم. يعود تاريخه إلى حوالي 1000 - 900 سنة قبل الميلاد.
- قبعة برلين الذهبية؛ عثر عليها في شوابيا أو سويسرا، لكنها موجودة في برلين من سنة 1996. يعود تاريخها إلى حوالي 1000 - 800 سنة قبل الميلاد.

## معرض صور

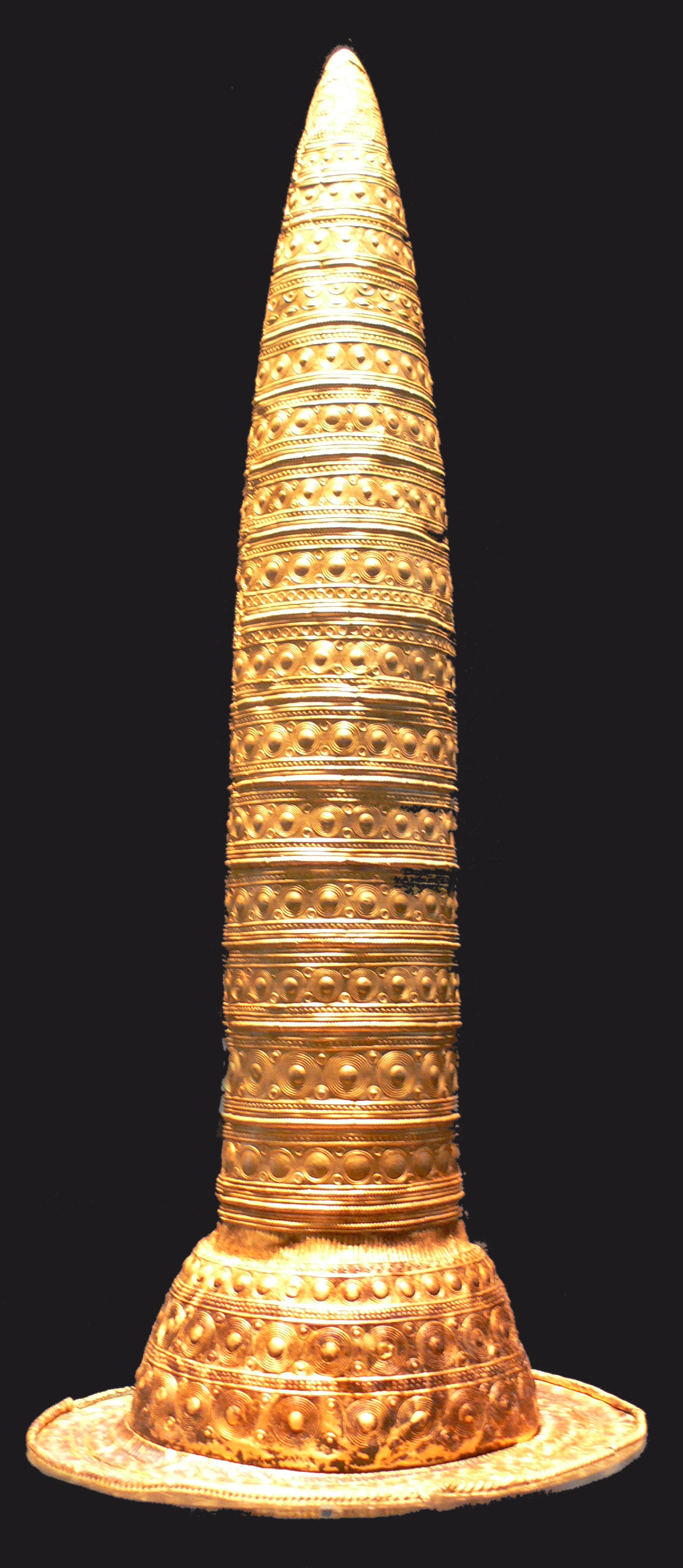
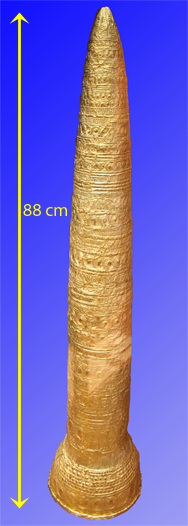

## اقرأ أيضاً
- عصر برونزي
- قرص نيبرا السماوي